# Coop Pronto

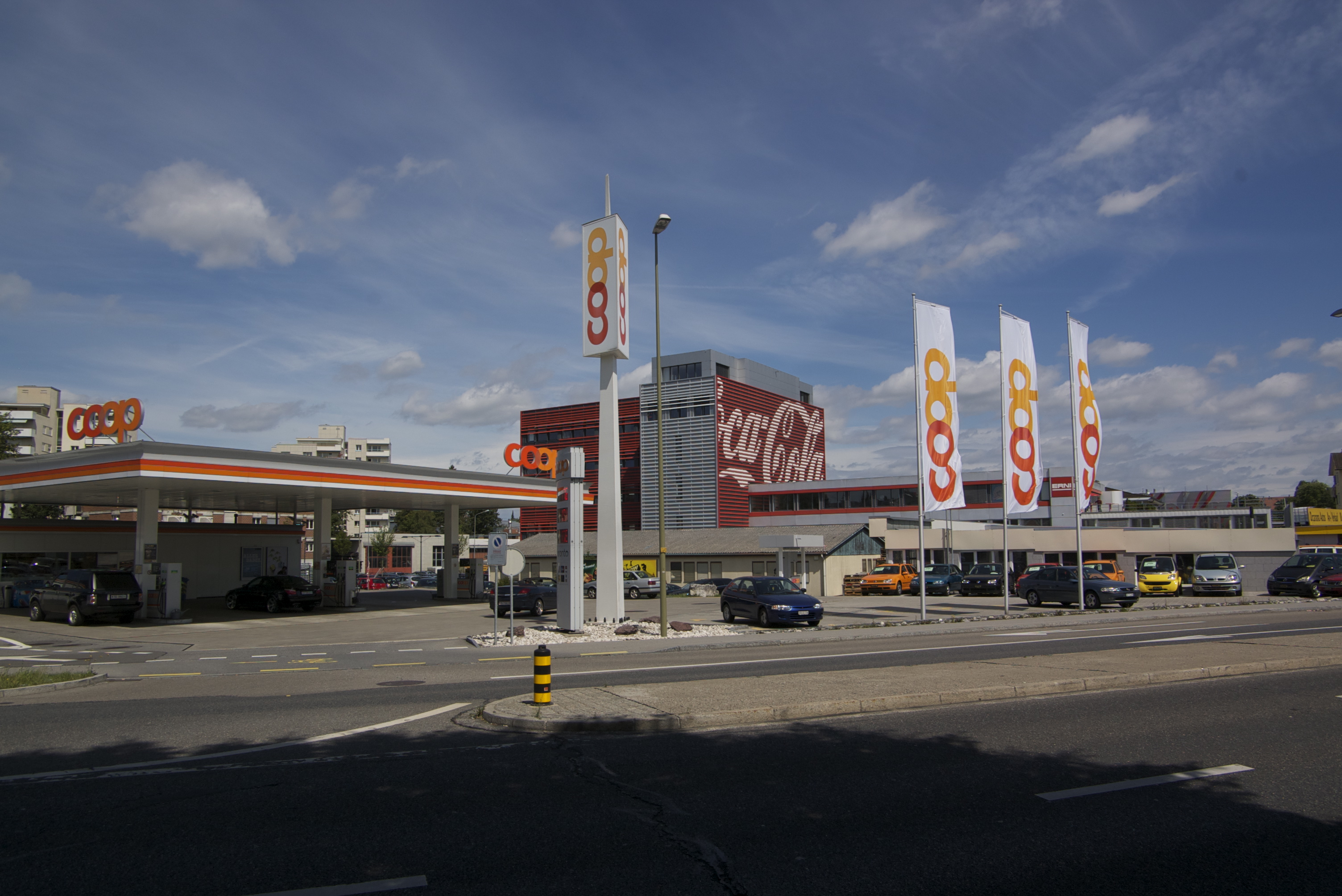
Coop-Pronto-Tankstelle in Wangen-Brüttisellen

Die Coop Pronto AG (zuvor: Coop Mineraoel AG bezw. OK Coop AG) mit Sitz in Allschwil ist eine Schweizer Mineralölgesellschaft sowie ein Detailhandelsunternehmen.
Als Tochtergesellschaft der Coop-Gruppe, betreibt sie in der Schweiz mehr als 250 Tankstellen, mehr als 150 davon verfügen über einen unter der Marke Coop Pronto geführten Convenience Shop. Darüber hinaus werden mehr als 50 Coop Pronto Shops ohne angeschlossene Tankstelle vor allem in Bahnhofsnähe und an Autobahnraststätten geführt. Damit ist das Unternehmen Marktführer im schweizerischen Convenience-Markt. Inzwischen gibt es bereits über 320 Coop Pronto Shops. Das dritte Standbein des Unternehmens bildet der Heizölverkauf. 
Coop Pronto gehört zu den 500 grössten Unternehmen in der Schweiz.

## Geschichte
Coop Pronto wurde 1972 unter dem Namen OK Coop AG als hundertprozentige Tochtergesellschaft von Coop gegründet, wobei die Abkürzung «OK» für «Öl» und «Kohle» stand. Die erste eigene OK-Tankstelle wurde 1974 in Buchs SG eröffnet. Zuvor waren diverse Konsum-Genossenschaften als Vorgänger der Coop bereits seit Anfang des 20. Jahrhunderts im Handel mit Brennstoffen tätig.
Seit 1988 ist die deutsche Tochtergesellschaft von ConocoPhillips mit einem Minderheitsanteil von 49 Prozent mitbeteiligt. Diese ist mit einem Anteil von knapp 20 Prozent Miteigentümerin der Raffinerie MiRO in Karlsruhe und betreibt unter anderem in Deutschland und Österreich unter dem Namen Jet ein eigenes Tankstellennetz. Die Partnerschaft gewährleistete der Coop Mineraloel eine direkte Versorgung.
1995 wurde das Shop-Konzept von Coop Pronto ganz auf die Convenience-Kundschaft ausgerichtet und in der Folge das Verkaufsnetz stark ausgebaut. Die Coop Pronto-Standorte wuchsen von 46 im Jahr 1995 auf über 100 im Jahr 2003, auf über 200 im Jahr 2008 und auf über 300 im Jahr 2018.
Im Jahr 2000 erfolgte der Namenswechsel von OK Coop AG zu Coop Mineraloel AG.
2011 beschäftigte Coop Mineraloel in den verschiedenen Unternehmensbereichen insgesamt rund 3'200 Mitarbeiter, wovon 77 der Coop Mineraloel AG selbst zugeordnet sind. 2011 erwirtschaftete das Unternehmen einen Umsatz von 2,5 Milliarden Schweizer Franken, davon trugen die von Franchisenehmer geführten und auf Convenience-Produkte ausgerichtete Coop Pronto-Shops mit 900 Millionen Franken fast einen Drittel bei.
Im Jahr 2016 eröffnete Coop in Hunzenschwil die erste öffentliche Wasserstofftankstelle der Schweiz. Coop hat zudem geplant, ab Ende 2019, mehrere Hundert wasserstoffbetriebene Lastwagen einzusetzen. Die Zahl der Fahrzeuge stieg langsamer als erwartet. Anfang 2023 wurden 47 Wasserstoff-Lkw betrieben.
Seit 2019 werden Mitfahrpunkte der Mitfahrzentrale HitchHike an über 100 Coop Pronto-Shops mit Tankstelle angeboten.
Coop Mineraloel ist Mitglied von Avenergy Suisse (ehem. Erdöl-Vereinigung). Der Interessenverband setzt sich u. a. für das Referendum zum neuen CO2-Gesetz ein. Im Jahr 2022 beteiligte sich Coop Mineraloel an einer Kooperation mit Eco-Drive, wobei für eine kurze Zeit Werbung für eine sparsamere Fahrweise an den Tankstellen gemacht wurde.
Im Oktober 2024 wurde bekannt, dass Coop, bei Zustimmung der Wettbewerbskommission, die 49 %-Beteiligung an der Coop Mineraloel AG von Phillips 66 übernimmt. Am 28. Oktober wurde die Coop Mineraloel AG in Coop Pronto AG umbenannt.

## Kritik
Im September 2009 berichtete der Tages-Anzeiger über das Verhältnis zwischen den Franchisenehmern und Coop. Obschon die Convenience- und Tankstellenshops von Coop gut laufen und das Wachstum im zweistelligen Prozentbereich liegt, war bei den Pächtern dieser Läden eine Häufung von Konkursverfahren zu beobachten. Im Zeitraum zwischen Juli 2008 und August 2009 wurde laut Medienbericht von den rund 210 Shops bei 31 Gesellschaften mit beschränkter Haftung (GmbH), die für den Betrieb von Pronto-Shops gegründet worden waren, ein Konkursverfahren eröffnet. Als einer der Gründe für diese Häufung wurde der enge Spielraum für die Franchisenehmer genannt. Kritisiert wurde dabei insbesondere mehrere von Coop vertraglich festgelegte Vorgaben unter anderem in Bezug auf Sortiment, Inventar und Zahlungsfristen sowie Mitsprache der Franchisenehmer als Unternehmer.